# لهستان بزرگ
لهستان بزرگ‌تر (آلمانی: Großpolen) که معمولاً با نام لهستانی آن ویلکوپولسکا (Wielkopolska) [vʲɛlkɔˈpɔlska] () شناخته می‌شود، یک منطقه تاریخی در غرب و مرکز این کشور است. مهم‌ترین شهر این منطقه پوزنان است.
از دیگر شهرهای مهم این منطقه می‌توان به کالیش، کونین، پیوا، اوستروف ویلکوپولسکی، گینیزنا، لشنو، لوبون و کروتوشیم اشاره کرد.

## نگارخانه

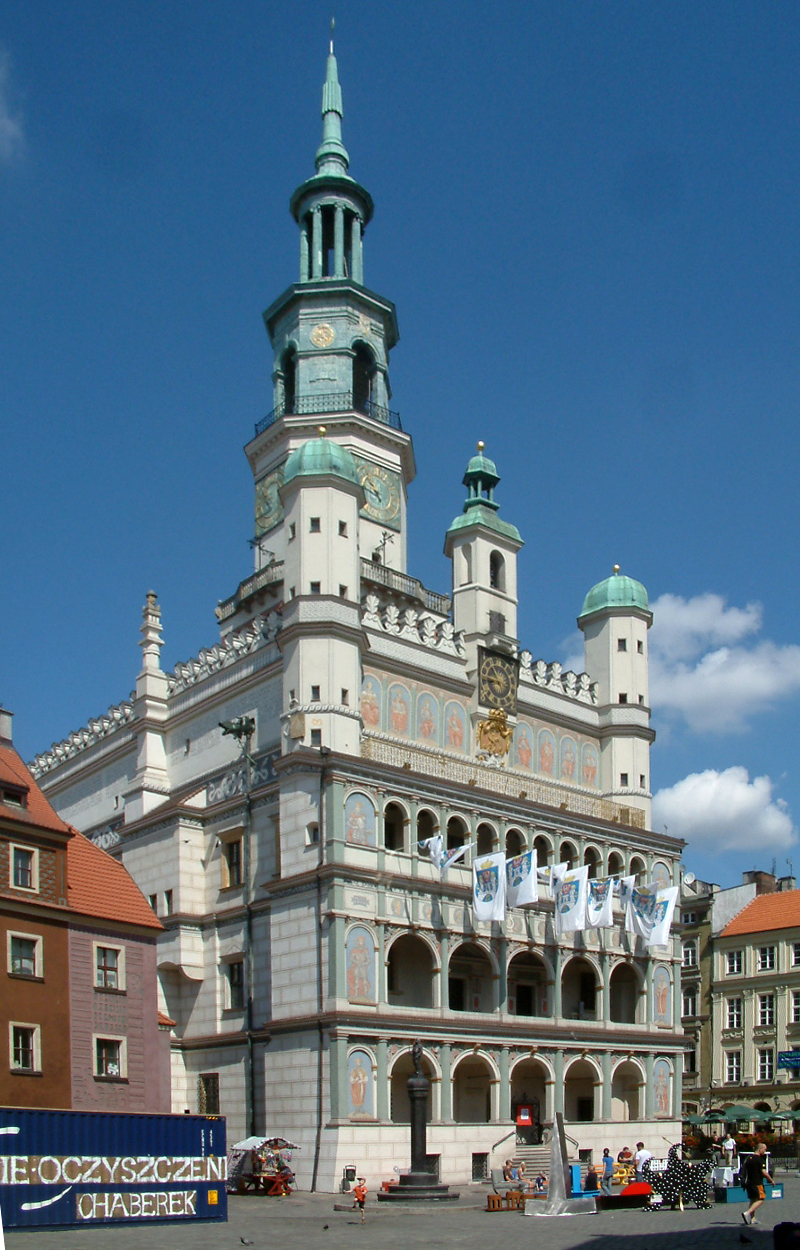
تاون‌هال پوزنان
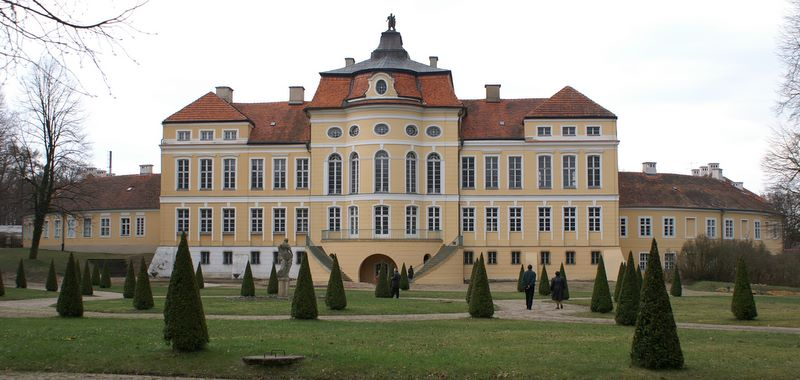
کاخ خانواده راچینسکی در روگالین
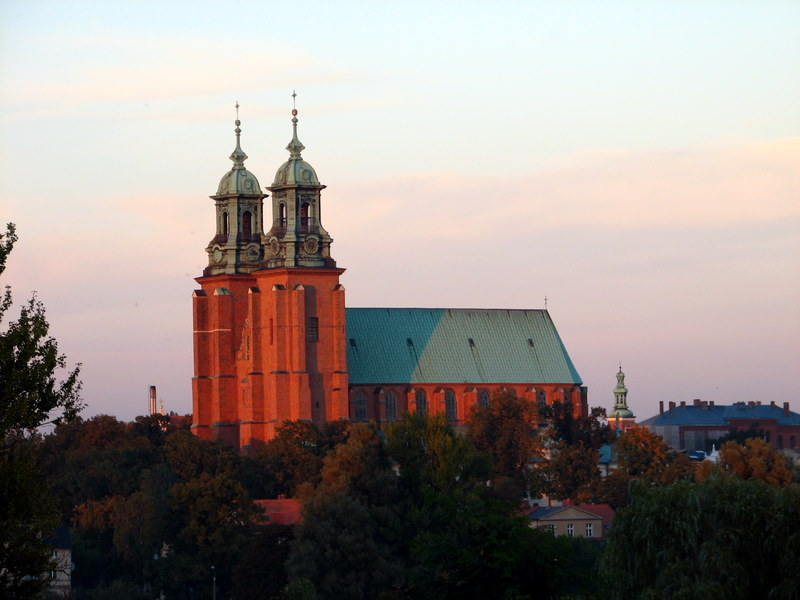
کلیسای جامع گینیزنا
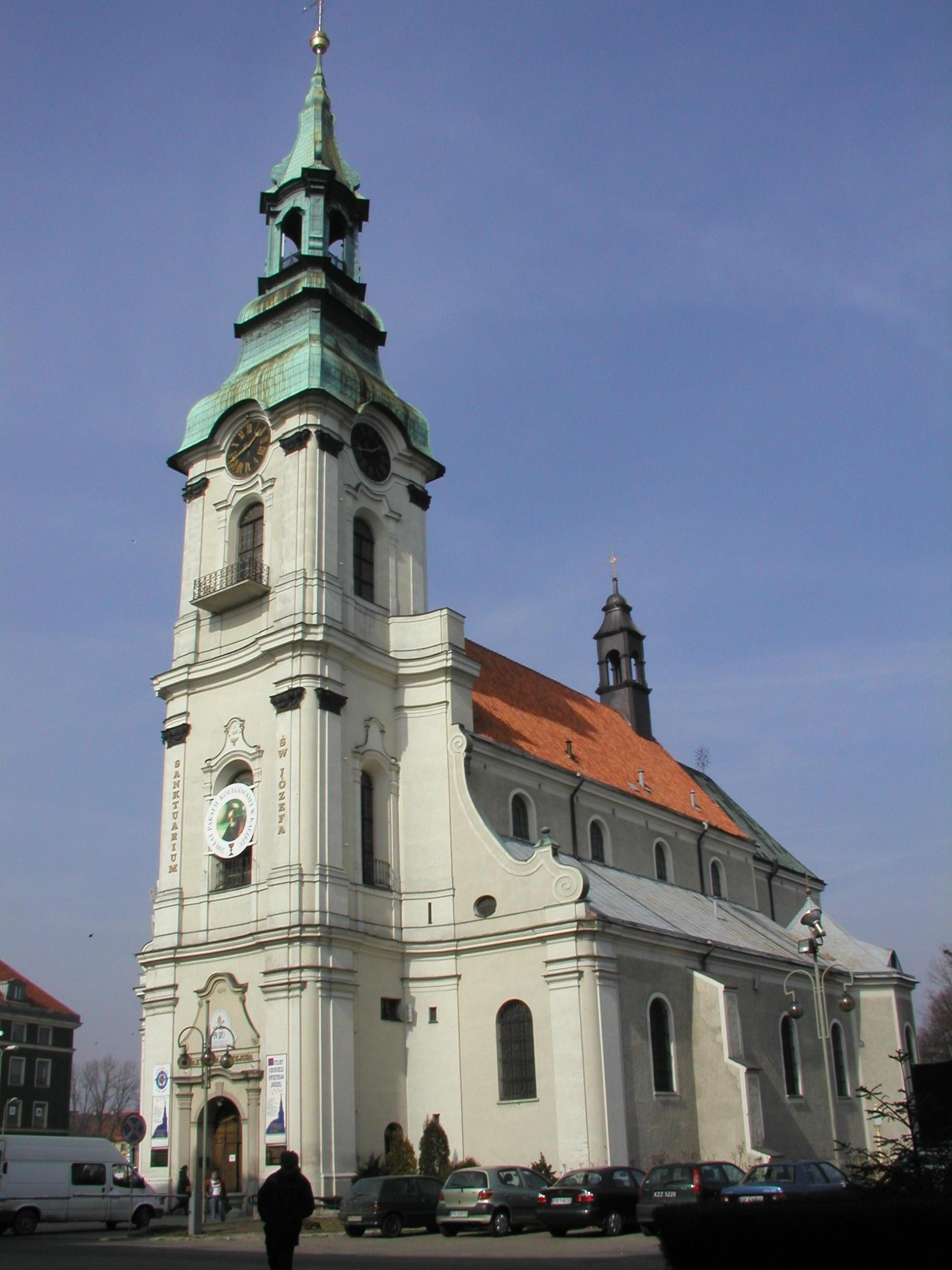
محراب سنت ژوزف در کالیش
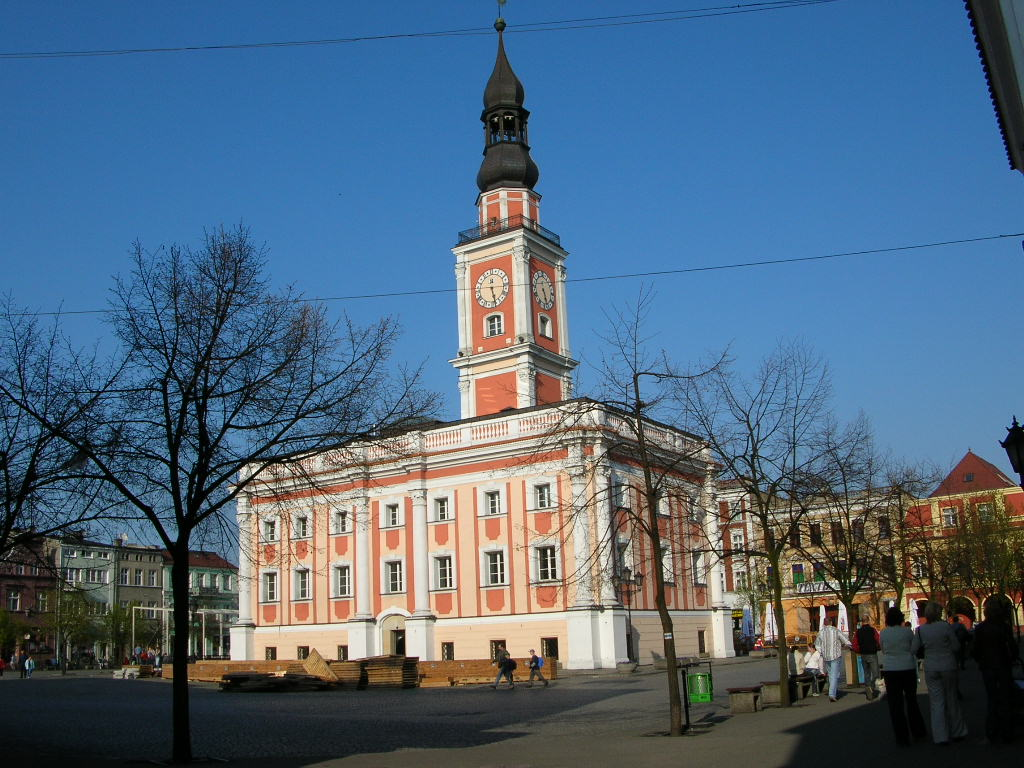
تاون‌هال لشنو
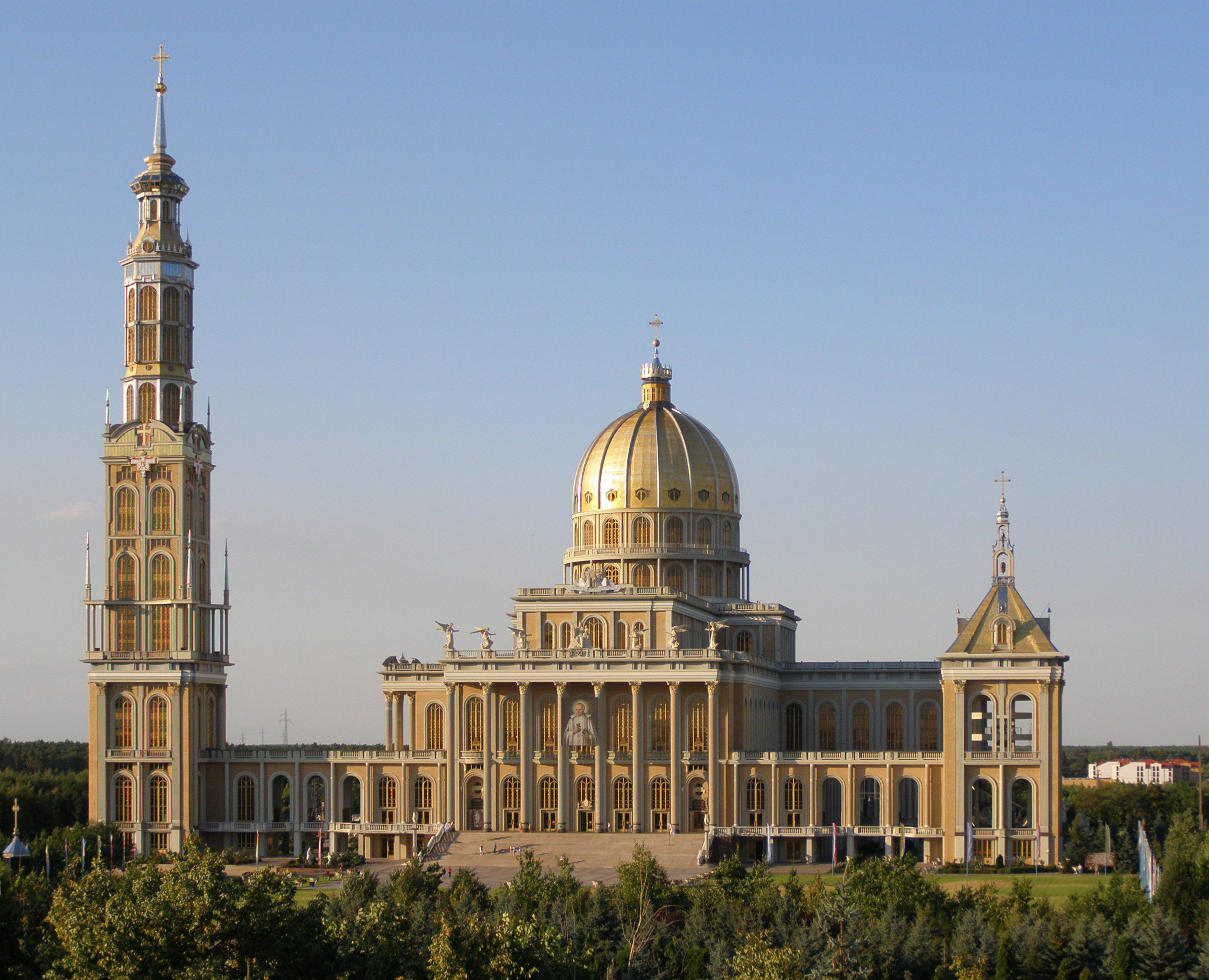
محرابی در نزدیکی کونین